# Тавлинцы
Тавлинцы  (ед. ч. тавлинец; от тюркского слова «тау» — «гора»; досл. «горец») —  в русских источниках времён Кавказской войны — название жителей Северной части горного Дагестана. Тавлинцы противопоставлялись кумыкам (в терминах начала XIX века — «дагестанским татарам»), жившим на плоскости, и ногайцам, кочевья которых располагались ещё севернее. Горские евреи также не включались в число тавлинцев. Южную часть горного Дагестана населяли лезгины и другие народы, которых русские нередко также обозначали, как лезгин. Чаще всего термин тавлинцы использовался по отношению к аварцам и родственным им народам. 

## Пример упоминания
Смотрите, как тавлинец ловкий
Один на выстрел боевой
Летит, грозя над головой

Своей блестящею винтовкой!— А. И. Полежаев. «Чир-Юрт».